# (2226) Cunitza
(2226) Cunitza ist ein Asteroid des Hauptgürtels, der am 26. August 1936 von dem deutschen Astronomen Alfred Bohrmann in Heidelberg entdeckt wurde.
Der Asteroid ist nach Lydia Cunitz, einer Schwägerin des Entdeckers, benannt.